# Bracon rostrator
Bracon rostrator är en stekelart som beskrevs av Maximilian Spinola 1808. Bracon rostrator ingår i släktet Bracon och familjen bracksteklar. Inga underarter finns listade.